# Kirin (entreprise)

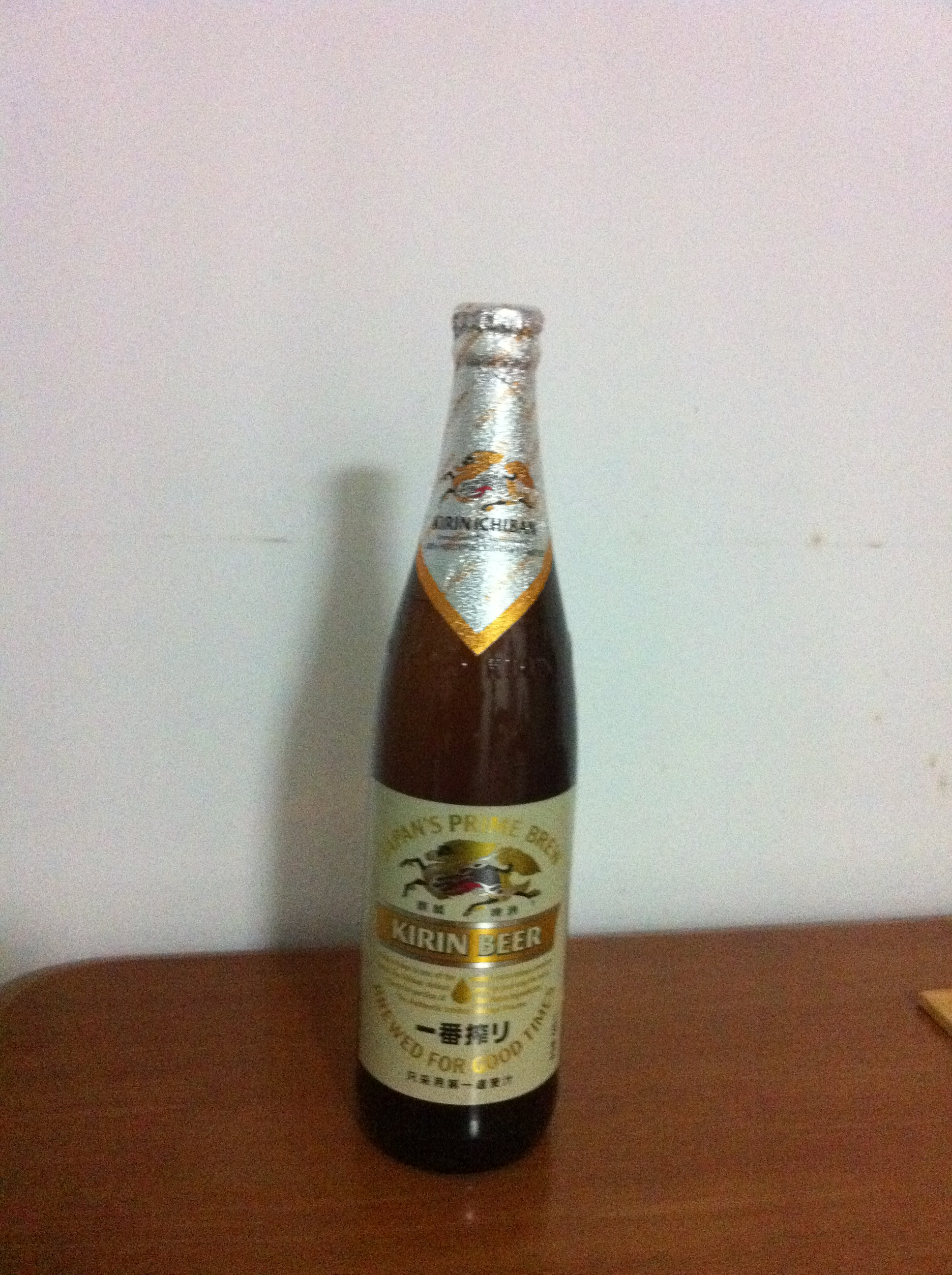
Bouteille de Kirin

Pour les articles homonymes, voir Kirin.
Kirin Brewery Company, Ltd. (麒麟麦酒株式会社, Kirin Bīru Kabushiki-gaisha) (TSE : 2503, NASDAQ : KNBWY) est une brasserie japonaise dont la marque phare est la Kirin, qui avec Asahi, Sapporo et Suntory, est une des marques de bière les plus consommées au Japon.

## Histoire
En avril 1998, Kirin acquiert 45 % de Lion Nathan.
En 2009, Kirin acquiert la totalité de Lion Nathan soit l'acquisition de 53,9 % qu'il ne possédait pas encore pour l'équivalent de 2,4 milliards de dollars.
En janvier 2009, Kirin fait l'acquisition de 43 % de San Miguel Brewery aux Philippines pour l'équivalent de 1,23 milliard de dollars, pour faire monter sa participation dans cette entreprise à 48 %. Pour financer cette acquisition, Kirin vend sa participation de 19 % dans le conglomérat San Miguel Corporation, qui chapeaute notamment cette activité de brasserie,.
En août 2011, Kirin a racheté l'entreprise brésilienne Schincariol pour 2,6 milliards de dollars.
En février 2013, Kirin a vendu sa participation de 15 % dans Fraser and Neave à l'entrepreneur Charoen Sirivadhanabhakdi, affilié à ThaiBev, pour 1,6 milliard de dollars. 
En aout 2015, Kirin acquiert 55 % de Myanmar Brewery, principale entreprise brassicole en Birmanie à Fraser and Neave pour 560 millions de dollars.
En février 2017, Heineken annonce l'acquisition pour 1,025 milliard d'euros de la filiale brésilienne de Kirin, entité déficitaire, constituée à la suite de l'acquisition de Schincariol en 2011.
En novembre 2018, elle annonce qu’à partir de mars 2019, Kirin arrêtera de vendre son « Fuji-sanroku Tarujuku 50 » car ne pouvant suivre la demande. Les ventes de cette marque représentent plus de 30 % du total des cinq whiskies fabriqués au Japon par le brasseur.
En août 2019, Kirin annonce prendre une participation de 30,3 % dans Fancl, une entreprise cosmétique, pour 1,2 milliard de dollars.